# 猪子石原
猪子石原（いのこいしはら）は、愛知県名古屋市名東区の地名。現行行政地名は猪子石原一丁目から猪子石原三丁目。住居表示未実施。

## 地理
名古屋市名東区の北部に位置し、東に引山、南に神月町と香坂、北に天神下、西に千種区東千種台と千種区香流橋、北東に守山区原境町と接する。

## 歴史
東春日井郡猪子石原村を前身とする。

### 町名の由来
『尾張国地名考』は猪子石村の出村である原新田に由来するという。村名は「いのこしはら」と読む。

### 沿革

#### 大字猪子石原
- 1889年（明治22年）10月1日 - 合併に伴い、愛知郡猪子石村大字猪子石原となる[3]。
- 1906年（明治39年）5月10日 - 合併に伴い、猪高村大字猪子石原となる[3]。
- 1955年（昭和30年）4月5日 - 名古屋市編入に伴い、千種区猪高町大字猪子石原となる[3]。
- 1975年（昭和50年）2月1日 - 名東区編入に伴い、同区猪高町大字猪子石原となる[3]。また、一部が千種区に残置される[3]。
- 1983年（昭和58年）8月28日 - 千種区猪高町大字猪子石原の一部が、同区宮根台一丁目・竹越一〜二丁目・香流橋一〜二丁目・新西一〜二丁目・東千種台にそれぞれ編入される[4]。この異動に伴い、千種区に残置された猪高町大字猪子石原が、道路部分のみとなる[4]。
- 1986年（昭和61年）5月3日 - 名東区猪高町大字猪子石原の一部が同区引山一丁目・引山二丁目・神月町・香坂にそれぞれ編入される[3]。
- 1988年（昭和63年）8月29日 - 名東区猪高町大字猪子石原の一部が同区引山一丁目から引山四丁目にそれぞれ編入される[3]。
- 2001年（平成13年）9月15日 - 字北川原・字天神下・字村崎の各一部が天神下、字中ノ切・字西ノ切（千種区・名東区）の各一部が香坂、字中ノ切・字東ノ切の各一部が神月町、字東ノ切の一部が引山一丁目、字村崎の一部が引山二丁目、字東ノ切の一部が引山四丁目にそれぞれ編入される[WEB 1]。また一部が下記の通り、猪子石原一丁目から猪子石原三丁目を編成する[WEB 1]。

#### 猪子石原一丁目から同三丁目
- 2001年（平成13年）9月15日 - 以下の通り、名東区猪子石原一丁目から同三丁目が成立する[WEB 1]。
  - 一丁目 - 名東区猪高町大字猪子石原字欠ノ下・字北川原・字天神下・字中ノ切・字西ノ切および千種区猪高町大字猪子石原字西ノ切の各一部
  - 二丁目 - 名東区猪高町大字猪子石原字欠ノ下・字北川原・字天神下・字西ノ切・字村崎の各一部および千種区猪高町大字猪子石原字天神下の全域
  - 三丁目 - 名東区猪高町大字猪子石原字欠ノ下・字中ノ切・字東ノ切・字村崎の各一部および引山四丁目の一部

### 町名の変遷
| 実施後               | 実施年月日                | 実施前 |
| -------------------- | ------------------------- | --- |
| 千種区宮根台一丁目   | 1983年（昭和58年）8月28日 | 千種区猪高町大字猪子石原の一部                                                                                             |
| 千種区竹越一丁目     | 1983年（昭和58年）8月28日 | 千種区猪高町大字猪子石原の一部                                                                                             |
| 千種区竹越二丁目     | 1983年（昭和58年）8月28日 | 千種区猪高町大字猪子石原の一部                                                                                             |
| 千種区香流橋一丁目   | 1983年（昭和58年）8月28日 | 千種区猪高町大字猪子石原の一部                                                                                             |
| 千種区香流橋二丁目   | 1983年（昭和58年）8月28日 | 千種区猪高町大字猪子石原の一部                                                                                             |
| 千種区新西一丁目     | 1983年（昭和58年）8月28日 | 千種区猪高町大字猪子石原の一部                                                                                             |
| 千種区新西二丁目     | 1983年（昭和58年）8月28日 | 千種区猪高町大字猪子石原の一部                                                                                             |
| 千種区東千種台       | 1983年（昭和58年）8月28日 | 千種区猪高町大字猪子石原の一部                                                                                             |
| 名東区引山一丁目     | 1986年（昭和61年）5月3日  | 名東区猪高町大字猪子石原の一部                                                                                             |
| 名東区引山二丁目     | 1986年（昭和61年）5月3日  | 名東区猪高町大字猪子石原の一部                                                                                             |
| 名東区神月町         | 1986年（昭和61年）5月3日  | 名東区猪高町大字猪子石原の一部                                                                                             |
| 名東区香坂           | 1986年（昭和61年）5月3日  | 名東区猪高町大字猪子石原の一部                                                                                             |
| 名東区引山一丁目     | 1988年（昭和63年）8月29日 | 名東区猪高町大字猪子石原の一部                                                                                             |
| 名東区引山二丁目     | 1988年（昭和63年）8月29日 | 名東区猪高町大字猪子石原の一部                                                                                             |
| 名東区引山三丁目     | 1988年（昭和63年）8月29日 | 名東区猪高町大字猪子石原の一部                                                                                             |
| 名東区引山四丁目     | 1988年（昭和63年）8月29日 | 名東区猪高町大字猪子石原の一部                                                                                             |
| 名東区天神下         | 2001年（平成13年）9月15日 | 名東区猪高町大字猪子石原字北川原・字天神下・字村崎の各一部                                                                 |
| 名東区香坂           | 2001年（平成13年）9月15日 | 名東区猪高町大字猪子石原字中ノ切・字西ノ切、千種区猪高町大字猪子石原字西ノ切の各一部                                       |
| 名東区神月町         | 2001年（平成13年）9月15日 | 名東区猪高町大字猪子石原字中ノ切・字東ノ切の各一部                                                                         |
| 名東区引山一丁目     | 2001年（平成13年）9月15日 | 名東区猪高町大字猪子石原字東ノ切の一部                                                                                     |
| 名東区引山二丁目     | 2001年（平成13年）9月15日 | 名東区猪高町大字猪子石原字村崎の一部                                                                                       |
| 名東区引山四丁目     | 2001年（平成13年）9月15日 | 名東区猪高町大字猪子石原字東ノ切の一部                                                                                     |
| 名東区猪子石原一丁目 | 2001年（平成13年）9月15日 | 名東区猪高町大字猪子石原字欠ノ下・字北川原・字天神下・字中ノ切・字西ノ切および千種区猪高町大字猪子石原字西ノ切の各一部     |
| 名東区猪子石原二丁目 | 2001年（平成13年）9月15日 | 名東区猪高町大字猪子石原字欠ノ下・字北川原・字天神下・字西ノ切・字村崎の各一部および千種区猪高町大字猪子石原字天神下の全域 |
| 名東区猪子石原三丁目 | 2001年（平成13年）9月15日 | 名東区猪高町大字猪子石原字欠ノ下・字中ノ切・字東ノ切・字村崎の各一部および引山四丁目の一部                                 |

### 字一覧
1932年（昭和7年）発行『明治十五年愛知県郡町村字名調』による東春日井郡猪子石原村の字一覧。
- 新引山（しんひきやま）[5]
- 村崎（むらさき）[5]
- 東（ひがし）ノ切（きり）[5]
- 欠下（かけした）[5]
- 北川原（きたがわら）[5]
- 天神下（てんじんした）[5]
- 西之切（にしのきり）[5]
- 太田（おおた）[5]
- 中（なか）ノ切（きり）[5]

## 世帯数と人口
2019年（平成31年）4月1日現在の世帯数と人口は以下の通りである。
| 丁目           | 世帯数    | 人口    |
| -------------- | --------- | ------- |
| 猪子石原一丁目 | 297世帯   | 692人   |
| 猪子石原二丁目 | 283世帯   | 643人   |
| 猪子石原三丁目 | 520世帯   | 1,213人 |
| 計             | 1,100世帯 | 2,548人 |

### 人口の変遷
国勢調査による人口の推移（2000年以前は大字猪子石原の人口を示す）
| 2000年（平成12年） | 3,252人 | [ WEB 7 ]  |  |
| 2005年（平成17年） | 2,280人 | [ WEB 8 ]  |  |
| 2010年（平成22年） | 2,423人 | [ WEB 9 ]  |  |
| 2015年（平成27年） | 2,638人 | [ WEB 10 ] |  |

## 学区
市立小・中学校に通う場合、学校等は以下の通りとなる。また、公立高等学校に通う場合、学区は以下の通りとなる。なお、小学校は学校選択制度を導入しておらず、番毎で各学校に指定されている。
| 丁目           | 小学校                                    | 中学校               | 高等学校 |
| -------------- | ----------------------------------------- | -------------------- | -------- |
| 猪子石原一丁目 | 名古屋市立香流小学校                      | 名古屋市立香流中学校 | 尾張学区 |
| 猪子石原二丁目 | 名古屋市立香流小学校                      | 名古屋市立香流中学校 | 尾張学区 |
| 猪子石原三丁目 | 名古屋市立香流小学校 名古屋市立引山小学校 | 名古屋市立香流中学校 | 尾張学区 |

## 施設
- イオン（旧ダイエー）名古屋東店
- 名古屋市立香流中学校
- 名古屋猪子石郵便局

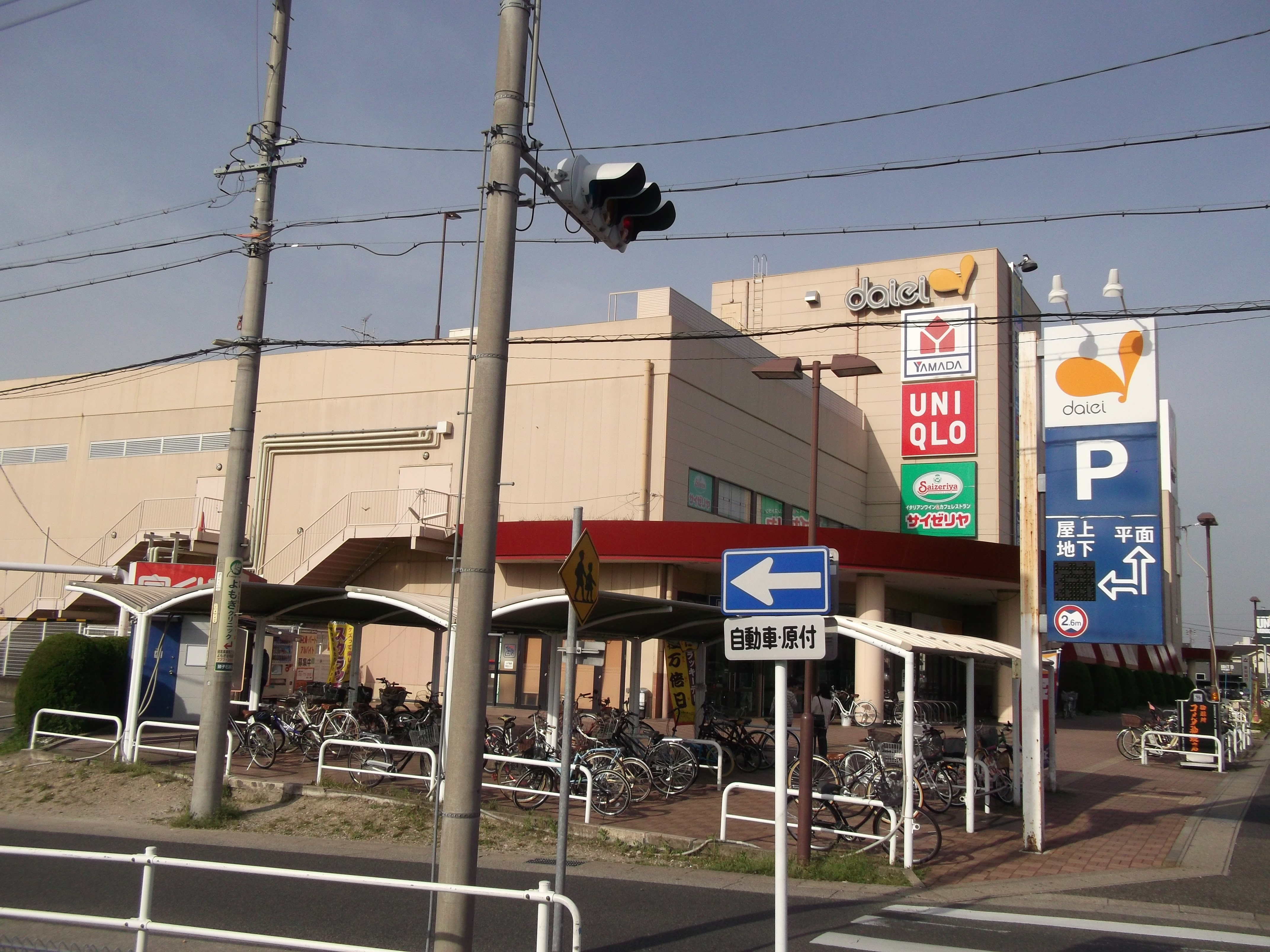
ダイエー（当時）名古屋東店
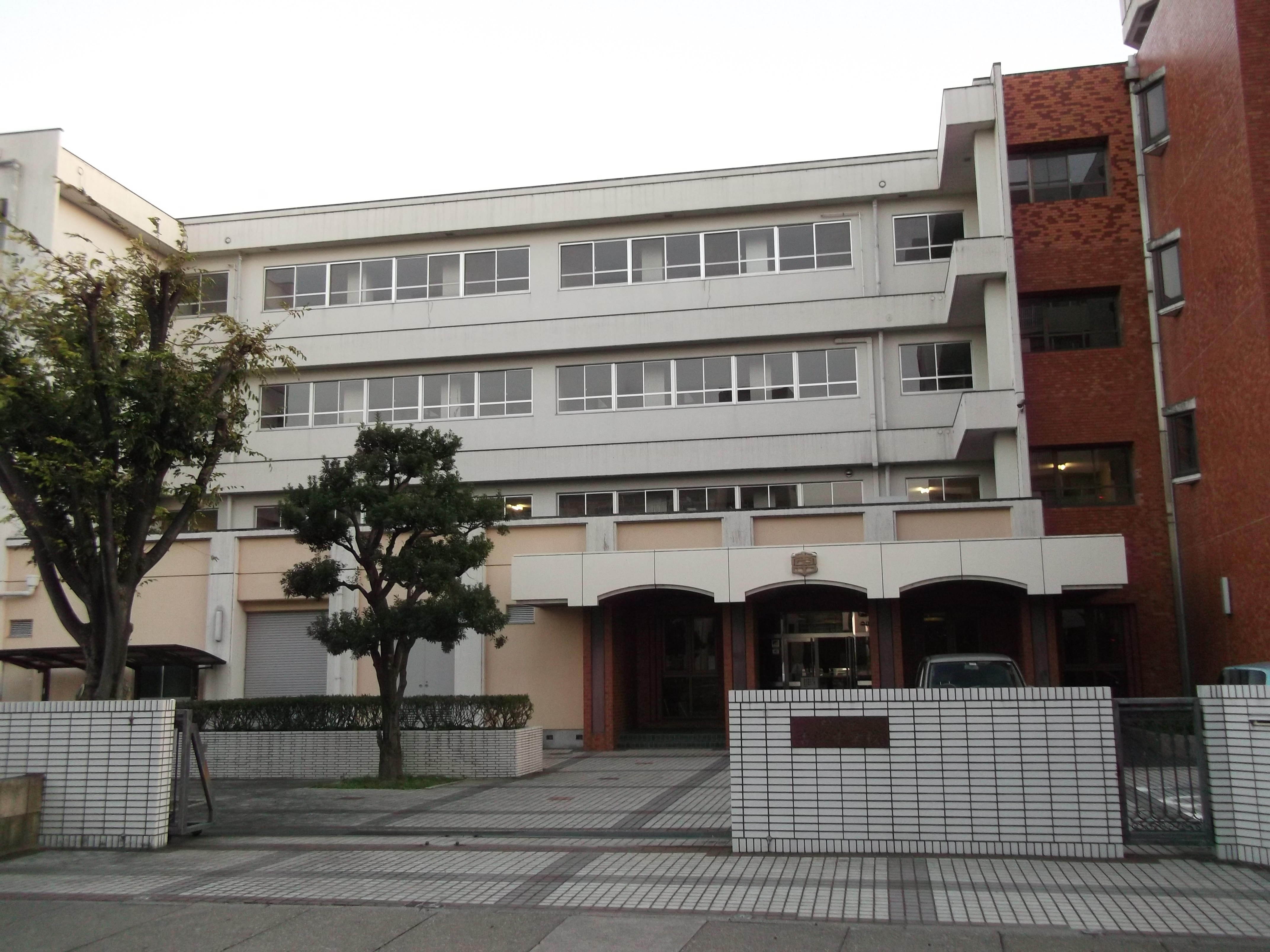
香流中学校

## 交通
- 基幹バス
  - 猪子石原バス停（引山・三軒家方面）
- 愛知県道208号上半田川名古屋線
- 愛知県道215号田籾名古屋線（出来町通）

## その他

### 日本郵便
- 郵便番号 : 465-0008[WEB 4]（集配局：名東郵便局[WEB 13]）。

### WEB
1. 1 2 3 4  “名東区の一部で町名・町界を変更します”. 2001年11月8日時点のオリジナルよりアーカイブ。2018年2月12日閲覧。
2. ↑  “愛知県名古屋市名東区の町丁・字一覧”.   人口統計ラボ. 2017年10月7日閲覧。
3. 1 2  “町・丁目(大字)別、年齢(10歳階級)別公簿人口(全市・区別)”.   名古屋市 (2019年4月22日). 2019年4月23日閲覧。
4. 1 2  “郵便番号”.  日本郵便. 2019年3月17日閲覧。
5. ↑  “市外局番の一覧”.   総務省. 2019年1月6日閲覧。
6. 1 2  名古屋市役所市民経済局地域振興部住民課町名表示係 (2015年10月21日). “名東区の町名一覧”.   名古屋市. 2017年10月7日閲覧。
7. ↑  名古屋市役所総務局企画部統計課統計係 (2005年7月1日). “（刊行物）名古屋の町(大字)・丁目別人口 (平成12年国勢調査) 名東区” (XLS). 2017年10月8日閲覧。
8. ↑  名古屋市役所総務局企画部統計課統計係 (2007年6月29日). “平成17年国勢調査　名古屋の町(大字)別・年齢別人口 名東区” (XLS). 2017年10月8日閲覧。
9. ↑  名古屋市役所総務局企画部統計課統計係 (2012年6月29日). “平成22年国勢調査　名古屋の町(大字)別・年齢別人口 名東区” (XLS). 2017年10月8日閲覧。
10. ↑  名古屋市役所総務局企画部統計課統計係 (2017年7月7日). “平成27年国勢調査　名古屋の町(大字)別・年齢別人口” (XLS). 2017年10月8日閲覧。
11. ↑  “市立小・中学校の通学区域一覧”.   名古屋市 (2018年11月10日). 2019年1月14日閲覧。
12. ↑  “平成29年度以降の愛知県公立高等学校（全日制課程）入学者選抜における通学区域並びに群及びグループ分け案について”.   愛知県教育委員会 (2015年2月16日). 2019年1月14日閲覧。
13. ↑  “郵便番号簿 2018年度版” (PDF).   日本郵便. 2019年4月23日閲覧。

### 文献
1. 1 2  有限会社平凡社地方資料センター 1981, p. 233.
2. ↑  「角川日本地名大辞典」編纂委員会 1989, p. 183.
3. 1 2 3 4 5 6 7  名古屋市計画局 1992, p. 866.
4. 1 2  名古屋市計画局 1992, p. 730.
5. 1 2 3 4 5 6 7 8 9  名古屋市計画局 1992, p. 902.